# Joseph-Armand Bombardier

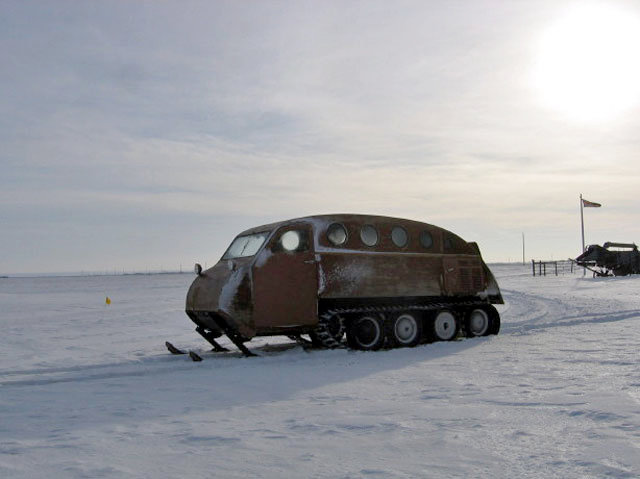
Bombardier B-12, dvanáctimístný „sněžný autobus“ s dřevěnou karosérií z roku 1951

Joseph-Armand Bombardier (16. dubna 1907, Valcourt, Kanada – 18. února 1964) byl kanadský vynálezce, konstruktér a zakladatel firmy Bombardier.

## Život
Narodil se ve velké prosperující farmářské a obchodnické rodině v malém městě Valcourt, poblíž města Sherbrooke. Mezi 14. a 17. rokem života studoval teologii na Séminaire Saint-Charles-Borromée ve Sherbrooke, studium však nedokončil. Mimo dálkových kursů strojírenství tak neměl technické nebo obchodní vzdělání.
Jako patnáctiletý postavil prvního předchůdce sněžného skútru: saně, poháněné motorem ze vyřazeného vozu Ford a vrtulí z letadla. V roce 1926 si otevřel autodílnu s čerpací stanicí. V roce 1929 se Bombardier oženil s Yvonne Labrecque, se kterou měl syna. Ten zemřel v roce 1934, protože jej jeho rodiče nemohli dopravit do nemocnice.
V roce 1930 představil první pásové vozidlo, jehož ovládání vyřešil přibrzděním jednoho nebo druhého pásu. Bombardier se snažil vyvinout vozidlo, které by mohlo jezdit po sněhu. V roce 1936 vyjel jeho první vynález, předchůdce dnešní rolby: vozidlo s ližinami vpředu a patentovanými pásy poháněnými ozubeným kolem vzadu, ovládání řidič prováděl natáčením ližin. Prototyp si nechal v následujícím roce patentovat a začal s výrobou sedmimístného skútru B7, kterého hned první rok prodal 12 kusů. Později konstruoval různá polopásová vozidla. Také experimentoval s motory, loďmi a letadly. 29. ledna 1941 založil společnost L’Auto-Neige Bombardier Limitée, která svá vozidla dodávala zejména kanadským ozbrojeným silám. O rok později začal vyrábět později velmi úspěšný typ B12. Typ B12 se po mnoha vylepšeních v několika modifikacích vyráběl několik desetiletí. V období 1945-1951 prodala firma 2596 vozidel. Největší vyráběný „sněžný autobus“ C18 měl 25 míst pro cestující.
V padesátých letech se na trhu objevily první malé čtyřtaktní motory, to bylo přesně to, co Bombardier potřeboval pro výrobu sněžných skútrů tak, jak je známe dnes. První prototyp vznikl v roce 1958 a o rok později se začalo s výrobou řady Ski-dog. Prodeje sice nevzrůstaly rychle, ale když Bombardier v roce 1964 umíral, ročně se prodalo 8200 skútrů oproti 200 kusům prvního roku uvedení na trh. V roce 2000 byl Joseph-Armand Bombardier vyobrazen na kanadské poštovní známce. Jeho jméno nese ledovec Bombardier v Antarktidě v Grahamově zemi.
Z původně malé firmy je v současnosti jeden z největších světových koncernů vyrábějících kolejová vozidla, letadla a užitková vozidla s téměř 60 000 zaměstnanci a ročním obratem 14,7 miliardy amerických dolarů.